# Vibrissea nypicola
Vibrissea nypicola är en svampart som beskrevs av K.D. Hyde & Alias 1999. Vibrissea nypicola ingår i släktet Vibrissea och familjen Vibrisseaceae.   Inga underarter finns listade i Catalogue of Life.